# قطعنامه ۲۸۱ شورای امنیت
قطعنامه  ۲۸۱ شورای امنیت سازمان ملل متحد که در تاریخ ۰۹ ژوئن ۱۹۷۰ تصویب شد، سندی بین‌المللی دربارهٔ مسئلهٔ قبرس است. این قطعنامه طی نشست ۱٬۵۴۳‌ام 
با ۱۵ موافق،۰ مخالف و۰ ممتنع تصویب شد.